# Vittorio Virgili
Vittorio Virgili (Sant'Elpidio a Mare, 10 settembre 1940 – Civitanova Marche, 5 maggio 2018) è stato un imprenditore italiano calzaturiero.

## Gli inizi
Apre la prima azienda calzaturiera nel 1964 all'età di 24 anni, Calzaturificio Giuliana di Vittorio Virgili, in via Canuti 9 di Sant'Elpidio a Mare, allora suo domicilio, dove lui era titolare ed unico operaio, aiutato solo dalla madre che si occupava della cucitura delle tomaie e dal padre che era addetto al montaggio delle suole. Inizialmente produce solo scarpe da bambino. 
Già dal 1967, visto l'aumentare dei clienti e degli ordini, trasferisce il calzaturificio dalla propria abitazione in un locale più grande, ma sempre nel centro storico di Sant'Elpidio a Mare.

## La crescita
Dal 1974, in società con il cugino, il calzaturificio Giuliana prende il nome di Sir Hamilton, iniziando a produrre esclusivamente calzature da uomo di alta categoria, acquisendo nuovi ordini dai mercati europei e statunitensi. Sempre in quegli anni, Vittorio Virgili inizia ad approcciare potenziali acquirenti asiatici con le prime fiere di settore in Germania e i primi viaggi ad Hong Kong.
Nel 1981 abbandona la Sir Hamilton per fondare la Vittorio Virgili srl. 
Il 2 giugno del 1983 gli viene conferito il titolo di Cavaliere al merito della Repubblica Italiana dal Presidente Sandro Pertini. 
È ancora insignito come Ufficiale del lavoro dal presidente Oscar Luigi Scalfaro il 27 settembre del 1992.
Negli anni 1990 l'imprenditore Virgili, consolida la sua azienda conquistando altre importanti piazze nazionali ed estere, come ad esempio il mercato russo favorito allora dalla Perestrojka, e consolidando il mercato asiatico, offrendo esclusivamente prodotti made in italy di alta fascia.
Nel 2002 amplia ulteriormente la crescita dell'azienda iniziando la produzione anche di calzature da donna.
L'anno successivo Catherine e Françoise Sartore, titolari del brand Sartore, gli affidano la produzione dei loro prodotti, fino al 2005, anno in cui la Vittorio Virgili srl acquisisce la licenza del marchio Sartore.
L'azienda di Virgili conta più di 100 collaboratori, tra i sessanta interni e tutto l'indotto.
L'intera produzione di calzature dei marchi Vittorio Virgili, Virois e di quelli in licenza, Sartore e Iceberg, è realizzata all'interno della struttura proprio per garantire l'artigianalità del made in italy.
Nel 2014 l'industriale ha festeggiato i 50 anni di attività, pubblicando una monografia sulla sua carriera imprenditoriale dal titolo Via Canuti 9.